# Desperados III
Desperados III ist ein Echtzeit-Taktikspiel mit einem Fokus auf Stealth des Münchner Entwicklers Mimimi Games, das am 16. Juni 2020 veröffentlicht wurde. Es gehört zur Spieleserie Desperados und stellt ein Prequel für die von Spellbound Entertainment entwickelten Vorgänger dar.

## Spielprinzip
Das Spielprinzip ist dasselbe wie in den Vorgängern und in dem ebenfalls von Mimimi Games entwickelten Shadow Tactics: Blades of the Shogun. Mit einer Handvoll Spielercharakteren, die über jeweils eigene Fähigkeiten verfügen, erfüllt man in jedem Level Missionen, wobei wegen der zahlenmäßigen Überlegenheit der Feinde Heimlichkeit und ein planvolles Vorgehen im Vordergrund stehen. Durch eine Kombination der verschiedenen Fähigkeiten sollten Gegner isoliert und einzeln oder in kleinen Gruppen ausgeschaltet werden, ohne dass ihre Verbündete etwas bemerken. Bewusstlose oder tote Körper sollten dann versteckt werden, um das Auslösen eines Alarms zu verhindern, durch den man es mit zusätzlichen Gegnern zu tun bekommt. Im Showdown-Modus lassen sich Aktionen planen und dann per Tastendruck simultan ausführen. Neu gegenüber den Vorgängern sind die in manchen Leveln vorkommenden zivilen Gebiete, in denen man nicht angegriffen wird, solange man nichts Verbotenes tut.

## Handlung
Kopfgeldjäger John Cooper ist hinter einem Mann namens Frank her und trifft sich daher mit seinem alten Freund Hector Mendoza, der Informationen über Frank gesammelt hat. Zwischenzeitlich arbeitet er auch mit Doc McCoy zusammen, der von der DeVitt Company zum Schutz eines Zuges angeheuert wurde, und erhält schließlich weitere Informationen von Kate O’Hara: Frank arbeitet ebenfalls für die DeVitt Company, die versucht, die Ranch von Kates Familie zu übernehmen. John, Hector und Kate heuern Doc an und verteidigen zusammen die Ranch, um dann Frank nach New Orleans zu verfolgen. Unterwegs erhalten sie Unterstützung von Isabelle Moreau, der sie dabei helfen, ihren Freund Marshal Wayne aus den Händen der DeVitt Company zu befreien. In New Orleans stellt John Frank zum Duell, unterliegt aber und wird zusammen mit seinen Freunden zur Arbeit in DeVitts Goldmine gezwungen. Ihnen gelingt die Flucht, und auf einem Fest DeVitts nehmen sie ihn gefangen und liefern ihn Marshal Wayne aus. Schließlich greifen sie Frank in seiner Festung an, und Cooper gelingt es, ihn zu töten.

## Charaktere
- John Cooper: Ein Kopfgeldjäger. Er verfügt über Revolver, mit denen er im Showdown-Modus auch zwei Feinde gleichzeitig angreifen kann, ein Wurfmesser sowie über Münzen zum kurzzeitigen Ablenken von Feinden und zum Aufschrecken von Tieren. Auch kann er schwimmen, tauchen und klettern.
- Doc McCoy: Ein Arzt. Mit seinem Scharfschützengewehr kann er Gegner aus großer Entfernung ausschalten, seine Arzttasche kann Feinde anlocken und für kurze Zeit blenden. Zudem kann er Fläschchen mit Betäubungsgas werfen und Wunden verarzten.
- Hector Mendoza: Ein Trapper, der seine riesige Bärenfalle Bianca auslegen sowie durch Pfiffe Feinde anlocken kann. Als einziger Charakter kann er es mit dem Gegnertyp der Long Coats im Nahkampf aufnehmen, seine Schrotflinte hat eine Flächenwirkung. Er verfügt über mehr Lebenspunkte als die anderen Charaktere, kann zwei Körper auf einmal tragen und sich durch einen Schluck aus seinem Flachmann selbst heilen.
- Kate O’Hara: Sie kann sich verkleiden und so Gegner ablenken oder weglocken. Mit ihren Parfümfläschchen kann sie Gegner zudem kurzzeitig blenden. Ihr Deringer hat nur eine geringe Reichweite, ist aber dafür relativ leise.
- Isabelle Moreau: Eine Voodoo-Praktikerin. Mit ihrem Blasrohr kann sie entweder zwei Feinde miteinander verbinden, sodass alle Effekte auf beide gleichzeitig wirken, oder für kurze Zeit Gedankenkontrolle über einen Gegner ausüben. Mit ihren Kräutern kann sie ebenfalls Verletzungen heilen, ihre Katze Stella kann Gegner ablenken. Auch sie kann schwimmen, tauchen und klettern.

Alle Charaktere verfügen zudem über einen tödlichen und einen nicht-tödlichen Nahkampfangriff (Kate: nur nicht-tödlich), können NPCs fesseln (außer Kate) und leblose Körper tragen oder ziehen.

## NPCs
Neben Zivilisten, die nur Alarm schlagen, wenn sich die Charaktere verdächtig verhalten, gibt es verschiedene Arten von Feinden:
- Schläger: Verfügt nur über einen Nahkampfangriff.
- Schütze: Der Standardgegner mit Schusswaffe.
- Poncho: Diese Gegner lassen sich nur schlecht ablenken und weglocken und versuchen stets, die Stellung zu halten.
- Long Coats: Diese haben mehr Lebenspunkte, müssen angeschossen werden, damit jemand außer Hector sie im Nahkampf ausschalten kann, und lassen sich ebenfalls schlecht ablenken und weglocken.

Schützen und Ponchos können sowohl männlich als auch weiblich sein, wobei Kates Verführungsfähigkeiten bei Frauen nicht funktionieren.

## Rezeption
Das Spiel erhielt überwiegend positive Bewertungen. Für die PC-Fassung ermittelte Metacritic eine Bewertung von 86 von 100 Punkten, basierend auf 51 Kritiken, für die PlayStation-4-Fassung und die Xbox-One-Fassung Wertungen von 81 bzw. 85 Punkten. Beim Deutschen Computerspielpreis wurde es als bestes deutsches Spiel 2020 ausgezeichnet.